# Szams ad-Din
Szams ad-Din (arab. شمس الدين) – miejscowość w Syrii, w muhafazie Ar-Rakka. W 2004 roku liczyła 2213 mieszkańców.